# Eligos

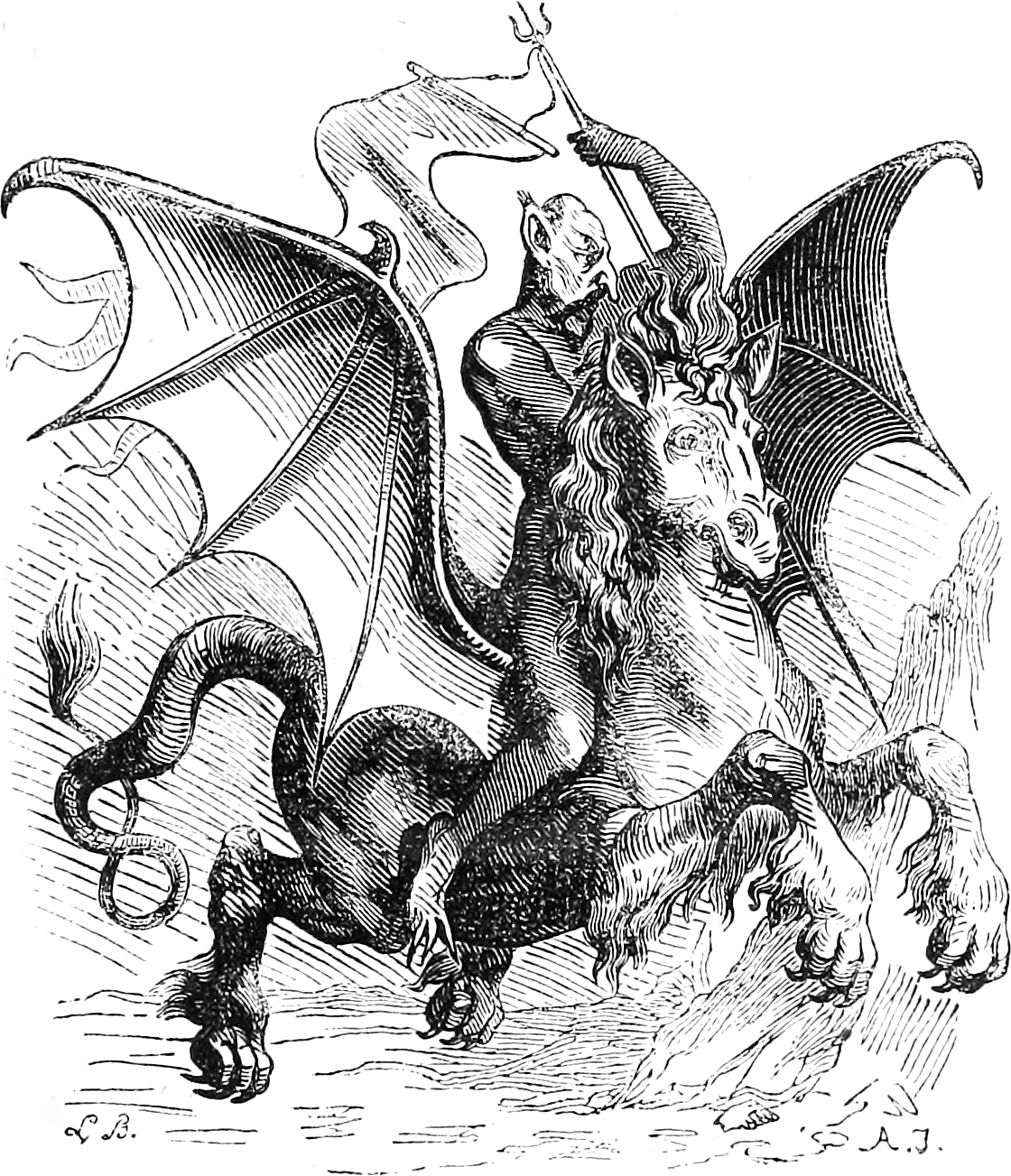
Ilustración de Abigor en el Diccionario infernal de Collin de Plancy.

En demonología, Eligos, también llamado Abigor o Eligor, es un gran duque del infierno que comanda sesenta legiones de demonios. Descubre lo oculto y conoce el futuro, sabe de guerras y de soldados. También atrae favores de señores, caballeros y otras personas importantes.
Se le muestra como un caballero portando una lanza, un estandarte y un cetro (una serpiente según algunos autores, como Aleister Crowley). También se le representa como un espectro fantasmal, a veces montado en un caballo alado.